# نيكولا امالينا
نيكولا اميلينا (ولدت 4 يوليو 1952، سان فاست اوجيه – كالفادوس)وهي نائبة سياسية يمينة بالمركز الفرنسى، ووزيرة سابقة.
حاصلة على الدكتوراة في الحقوق، وتخصصت في علم البيئة. وعينت كواحدة من مستشارين وزيرة البيئة ميشال دى أورنانو. وفي الانتخابات العامة الفرنسية التي أجريت في عام 1988.وحصلت ميسال دى اورنانو على الدعم بصفتها نائبة، وبعد وفاتها في عام 1991 عينت نيكولا اميلينا خلفها نائبة بالحزب. وقد عينت كسركتير للدولة المسؤولة عن الامركزية في حكومة جوبيه الآن 1. وشغلت منصب نائبة بالحزب مرة أخرى في الفترة من 1995-2002.
وبعدها أصبحت سكرتيرة لوزير الدولة للشؤون البحرية في حكومة جان بيير رافاران، وبعد ذلك عينت كوزيرة للتكافؤ ومساواة المهنية في نفس الحكومة. واعتبارا من عام 2002 أصبحت نائبة بالحزب الحاكم.وفي الفترة من 2005-2007 عينت كسفيرة مسؤولة عن العلاقات الدولية، وفي عام 2005 عملت بمنظمة العدل الدولية نيابة عن الحكومة الفرنسية.
وفي عام 2008 اختيرت لعضوية لجنة القضاء على جميع اشكال التمييز ضد المرأة، واعتبارا من عام 2013 اختيرت إلى رئاسة هذه اللجنة. وبعد ذلك عينت كنائب لرئيس الجمعية البرلمانية للناتو. وفي عام 2013 صدر قانون يسمح بزواج المثليين في فرنسا، وتم التصويت عليه بأغلبية ولكنها امتنعت عن التصوير. وقد اعطت صوتها كنائبة للحزب في البرلمان لتمرير القوانين التي تعطى الحق للإجهاض. وعينت بعدها في الجناح الليبرالى في الحزب الحاكم.

## وظائفها

### الحكومات المحلية
16 مارس 1998-14 مارس 2010 : عضو في المجلس الأقليمى النورماندى
20 مارس 1998-2 أبريل 2004 :مساعد رئيس المجلس الأقليمى النورماندى

### المجلس
9 مارس 1991-8 يونيو 1995 : كالفادوس 4، نائبة للبيئة في الانتخابات البرلمانية
17 ديسمبر 1995-7 يونيو 2002 : كالفادوس 4، نائبة للبيئة بالانتخابات البرلمانية
19 يونيو 2002-18 يوليو 2002 : كالفادوس 4، نائبة للبيئة بالانتخابات البرلمانية
20 يونيو 2007-..... : كالفادوس 4، نائبة للبيئة بالانتخابات البرلمانية
5 ديسمبر 2007-19 يونيو 2012 : رئيس الفريق العامل بجمعية العولمة.

### الحكومة
18 مايو 1995-7 نوفمبر 1995 : وزير الدولة المسؤول عن الإصلاح الحكومى، اللامركزية في نظر وزير المواطنة.
7 مايو 2002-17 يونيو 2002 : سكرتير وزير الدولة المسؤول عن النقل، الإسكان،السياحة، البحرية، والشحن
17 يونيو 2002-30 مارس 2004 : الوزير المسؤول عن الشؤون الاجتماعية، العمل، التضامن في نظر الوزير.
31 مارس 2004-31 مايو 2005 : وزيرة التكافؤ والمساواة المهنية